# Sân bay Aba Tenna Dejazmach Yilma
Sân bay Aba Tenna Dejazmach Yilma (Ge'ez: አባ ጤና ደጃዝማች ይልማ ድፍን ዓለም የአየር ማረፊያ ābbā ṭēnā dejāzmāč yilmā difin ʿālem ye-āyyer mārefīyā) là một sân bay ở Dire Dawa, Ethiopia (IATA: DIR, ICAO: HADR). Sân bay này nằm ở độ cao 1167 mét trên mực nước biển, đường băng dài 2679 mét, rộng 45 mét.

## Các hãng và tuyến bay thường lệ
- Djibouti Airlines (Djibouti City)
- Ethiopian Airlines (Addis Ababa, Hargeisa, Jijiga, Kabri Dar, Shillavo)